# Apolinar Torres López
Apolinar Torres López (Pontevedra, 1894 - Vigo, 27 d'agost de 1936) va ser un mestre, pedagog i actiu sindicalista de la Federació Espanyola de Treballadors de l'Ensenyament (FETE), executat víctima de la repressió en la zona franquista durant la Guerra Civil.
Va treballar com a mestre a Vigo i va destacar pels seus treballs pedagògics, arribant a dirigir la Pàgina Pedagògica del diari El Pueblo Gallego. Va ser un dels fundadors de l'Associació de Treballadors de l'Ensenyament, organització sindical que, agrupada amb unes altres i integrada en la Unió General de Treballadors (UGT), va constituir més tard la Federació Espanyola de Treballadors de l'Ensenyament (FETE), de la que en fou president des de 1936. La seva militància socialista el va portar a presidir, també el 1936, l'agrupació socialista viguesa.
Com a molts altres líders socialistes gallecs, amb el cop d'estat del 18 de juliol de 1936 que va donar lloc a la Guerra Civil espanyola, va haver d'ocultar-se per evitar la repressió dels revoltats triomfants a Galícia, però va ser descobert a l'illa de Toralla. Detingut i condemnat a mort el 22 d'agost de 1936, va ser executat cinc dies després al cementiri de Pereiró, al costat de l'alcalde de Vigo, Emilio Martínez Garrido, l'alcalde de Lavadores, José Antela Conde, Ramón González Brunet, Waldo Gil Santóstegui, Manuel Rey Gómez i els diputats socialistes Ignacio Seoane Fernández, Enrique Heraclio Botana Pérez i Antonio Bilbatúa Zubeldía.